# Ozothamnus argyrophyllus
Ozothamnus argyrophyllus là một loài thực vật có hoa trong họ Cúc. Loài này được Anderb. mô tả khoa học đầu tiên.